# Cheson pentru fundații
Chesonul pentru construcții este o construcție din beton sau oțel de forma unei cutii, care servește la executarea fundațiilor sub apă sau în terenurile umede.
Fundarea subacvatică pe chesoane constituie un procedeu special de fundare, utilizat în cazurile în care straturile bune de fundare se găsesc la o adâncime mai mare față de suprafața terenului. 

Chesoanele sunt asemănătoare cu niște cutii fără fund, cu secțiune orizontală de formă pătrată, dreptunghiulară sau circulară, care se coboară în teren, prin săpare, până la stratul bun de fundare. 

După atingerea cotei de fundare, chesonul se umple cu beton, obținându-se, în acest caz, o fundație masivă, sau se betonează fundul său sub forma unui radier.
Fundațiile pe chesoane se pot executa cu următoarele tipuri de chesoane:
- chesoane plutitoare
- chesoane deschise
- chesoane cu aer comprimat.

## Fundarea pe chesoane plutitoare
Fundarea subacvatică pe chesoane plutitoare este o metodă corespunzătoare din punct de vedere tehnic și cu productivitate ridicată pentru executarea fundațiilor direct sub apă. 

Chesoanele formează fundația pentru diferite construcții care se ridică în ape adânci, mai ales pe fundul mării, cum sunt: zidurile de cheiuri, malurile, spărgătoarele de valuri, farurile sau alte construcții hidrotehnice.

Chesoanele plutitoare se execută din beton armat, în formă de cutii compartimentate, care sunt aduse la locul de punere în operă prin plutire și apoi sunt scufundate în apă până la cota din proiect, prin lestare.

Înainte de scufundarea chesoanelor, scafandrii efectuează inspectarea locului de amplasare. 

Chesoanele se așază direct, pe fundul apei nivelat în prealabil prin dragare, sau pe un pat de piatră, pietriș sau beton. 

După ce au fost executate, iar betonul s-a întărit, pentru a putea fi aduse prin plutire la locul executării construcției, chesoanele se lansează în apă, aducându-se la linia de plutire. 

Dacă chesoanele au dimensiuni mici, iar locul de amplasare nu este prea departe de mal, lansarea lor se poate face cu ajutorul macaralelor portal. 

Pentru chesoanele mai mari, se construiește o cală de lansare dusă sub apă până la adâncimea necesară.
Chesonul plutitor se execută în poziție culcată pe malul apei, pe o platformă special amenajată. După întărirea betonului, pământul de sub cheson se sapă în taluz, chesonul alunecând înspre apă, până ajunge la linia de plutire.
După ce chesonul a fost adus la locul de amplasare, se face scufundarea lui la cota indicată prin umplerea compartimentelor cu beton slab, piatră brută, pietriș, nisip sau apă. Umplerea cu apă prezintă avantajul că permite corectarea scufundării în cazul când aceasta nu s-a putut efectua exact la locul fixat datorită valurilor sau altor cauze. 
Evacuând prin pompare o parte din apa din cheson, acesta se va ridica datorită forței arhimedice astfel încât chesonul se poate manevra până când scufundarea reușește. După aceea, se îndepărtează apa din fiecare compartiment al chesonului, făcându-se imediat umplerea cu material de umplutură (mortar slab, piatră, nisip).

## Fundarea pe chesoane deschise
Chesoanele deschise sau puțurile se deosebesc prin forma lor constructivă, prin materialul din care sunt realizate și prin metoda de coborâre. 
- După forma constructivă se disting chesoanele masive, coborâte de pe un loc uscat (o insulă artificială) și chesoanele cu goluri, coborâte cu o macara.
- După materialul din care sunt executate, se disting chesoanele deschise din zidărie și chesoanele deschise din beton și beton armat.

Chesoanele din zidărie și beton prezintă avantajul că sunt grele și au grosimi mari de perete, ceea ce face ca pătrunderea lor în teren să fie mai ușoară. 
Chesoanele din beton armat sunt mai sigure, se lucrează mai ușor și se pot executa având forma impusă de construcție.
- Coborârea chesonului deschis se poate face fie de pe o insulă artificială, acolo unde nivelul apei se află deasupra terenului, fie de pe un eșafodaj pe piloți sau de pe nave.

Forma în plan a unui cheson deschis este impusă de partea inferioară a construcției care se fundează pe el, recomandându-se forma simetrică pentru asigurarea unei coborâri corecte.
Chesoanele deschise se pot executa sub forma unui singur cheson sub toată construcția , sau sub forma mai multor chesoane circulare așezate sub punctele mai importante ale construcției.
Principalele faze de execuție a fundațiilor pe chesoane deschise sunt construcția chesonului deschis, coborârea chesonului la cota de proiect și umplerea chesonului.

## Fundarea cu chesoane cu aer comprimat

Schema unui cheson cu aer comprimat

Chesonul cu aer comprimat este o instalație ce funcționează pe principiul clopotului de scufundare ce permite unor muncitori numiți chesonieri să lucreze într-o atmosferă uscată. Chesonierii, deși lucrează în condiții asemănătoare scafandrilor (presiune crescută), ei nu sunt scafandri.
Chesonul de lucru cu aer comprimat, a fost inventat în anul 1867 de francezul Triger. 

De utilizarea chesonului cu aer comprimat este legat termenul de „bend”, „grecian bends” sau „bends” care a fost introdus în anul 1894 de Smith pentru a defini durerile de la nivelul articulațiilor care dădeau o atitudine curbată muncitorilor chesonieri, care la aceea vreme erau în majoritate greci.
Chesoanele cu aer sunt prevăzute la interior cu instalații de iluminat și sistem de comunicații radio, precum și manometre pentru controlul presiunii și adâncimii.
Ventilația se realizează prin introducerea aerului pe la partea superioară. 

Chesoanele cu aer sunt utilizate în special la efectuarea de fundații la picioare de pod până la adâncimea de 30...40 m.
Sistemele de chesoane sunt legate printr-un tunel de o cameră (ecluză) de decompresie aflată la suprafață, unde chesonierii pot efectua decompresia.

Tunelul are de obicei un diametru de 75...90 cm și este prevăzut în interior cu o scară.
Principiul de lucru al sistemului este următorul:
- chesonul de lucru este coborât sub apă la adâncimea de lucru menținându-se presiunea din interior egală cu presiunea apei
- chesonierii pătrund în interiorul tunelului care este presurizat împreună cu ecluza la aceeași presiune ca a chesonului, apoi închid poarta în urma lor
- în timpul lucrului chesonul este ventilat cu o cantitate de aer de aproximativ 140 l/min. pentru fiecare muncitor.
- după terminarea lucrului, chesonierii deschid poarta chesonului, intră în tunelul de acces, închid poarta, apoi urcă în ecluză unde efectuează decompresia conform unei tabele de decompresie specială.

Cu acest sistem de chesoane se poate excava aproximativ 36 m3 de material în timp de 8 ore.
Sistemul de chesoane este montat pe o barjă special amenajată care este prevăzută cu compresoare de aer pentru alimentare atât a chesonului de lucru cât și a uneltelor pneumatice utilizate de chesonieri.